# Speciale eenheid
Speciale eenheden, of special operations forces (SOF), is een term voor speciaal getrainde militaire eenheden die operaties uitvoeren zoals verkenningen, onconventionele oorlogsvoering en contra-terrorisme. Leden van dergelijke eenheden worden commando's of operators genoemd.
In de Verenigde Staten verwijst de term 'Special Forces' naar de specifieke eenheid, de United States Army Special Forces of Groene Baretten. Met de term Special Operations Forces (SOF) bedoelt men de overige speciale eenheden.

## De geschiedenis van de speciale eenheden
Speciale eenheden hebben een belangrijke rol gespeeld in de geschiedenis van oorlogsvoering, toen het misleiden van de vijand door 'hit and run' en sabotage belangrijker werd dan het werkelijke man-tegen-mangevecht. Verkenningsmissies voor het vergaren van belangrijke informatie over vijandelijke troepen en het optreden tegen (internationale) terroristen vormen belangrijke taken.

### Vóór de Eerste Wereldoorlog
In de oudheid hadden de Barkas' in Sicilië speciaal getrainde troepen die verschillende aanvallen per dag moesten uitvoeren op vijandelijke troepen. Tijdens de kruistochten vielen speciaal getrainde ridders, Tempeliers genaamd, individuele moslimtroepen aan.
Moslimlegers hadden verschillende speciale marine-eenheden. Zo camoufleerden ze schepen om daarmee informatie van de vijand te vergaren en voerden ze aanvallen uit. Ze hadden ook eenheden die met een valse identiteit als kruisvaarder aan boord gingen aan een vijandelijk schip om vervolgens het schip te kunnen vernietigen. In het oude China en het oude Japan waren er speciaal getrainde krijgers genaamd ninja's die werden opgeleid om guerrillaoorlogen te kunnen uitvoeren en ook spionage uitvoerden.
Het Britse leger maakte tijdens de tweede Boerenoorlog (1899-1902) gebruik van speciale eenheden.

### Eerste Wereldoorlog
Tijdens de Eerste Wereldoorlog vormde kolonel Bassi van het Italiaans leger 27 bataljonsgrote aanvalseenheden, ‘Reparti d’assalto’ genaamd, de Arditi. 
Ze voerden tactische operaties uit zoals verstikking van de vijand en het doorbreken van de vijandelijke linies om zo de weg vrij te maken voor de optrekkende infanterie-eenheden. Door de operaties die ze uitvoerden werd de Arditi niet gezien als een infanterie-eenheid, maar als een georganiseerde, aparte gevechtseenheid. Daardoor kregen ze aparte tactische trainingen, de nieuwste wapens en de beste uniformen. Daardoor zijn ze wereldwijd de eerste speciale eenheid zoals we ze tot op de dag van vandaag kennen. De Duitsers hadden de stoottroepen oftewel de Stoßtruppen die tijdens het Lente offensief van 1918 achter de vijandelijke linies van de Britten opereerden. Daarmee waren zij met hun infiltratietechnieken in feite speciale eenheden.

### Tweede Wereldoorlog
In 1940 zijn op verzoek van premier van Groot-Brittannië, Winston Churchill Britse commando-eenheden opgericht. De leden werden geselecteerd uit groepen vrijwilligers die al in dienst waren van het leger. Er kwamen verschillende afdelingen. Naast de bekendste, de Special Air Service (SAS) waren er ook de Special Boat Service (SBS) en de Special Operations Executive (SOE).
In de Burma-campagne werden de Chindits ook 'Special Forces' genoemd. Ze werden namelijk vergezeld door een Brits Commandocompagnie en de Gurkhas en werden gebruikt voor hun kennis over de jungle. Ze voerden lange afstandspenetraties uit achter de vijandelijke linies van Japan. De Chindits echter waren ‘normale’ infanterie-eenheden die speciale taken uitvoerden. Zij kregen geen speciale training of uitrusting zoals doorgaans bij speciale eenheden gebruikelijk was.
In 1942 richtte de Verenigde Staten de Rangers op. Zij werden getraind door de Britse Commando’s. Samen met Canada richtte de Verenigde Staten ook nog een skibrigade op die sabotage-acties moest uitvoeren in Noorwegen.
De Marine Raiders was een speciale eenheid van het USMC, die in de Pacific werden ingezet.

## Nadelen van speciale eenheden
De Engelse veldmaarschalk William Slim, voormalig bevelhebber van het 14e leger in Birma, was erg kritisch over special forces. Met name toen deze in steeds groteren getale opgericht en ingezet werden tijdens en na de Tweede Wereldoorlog.
De grote investering in gespecialiseerde eenheden was wat hem betreft zelden de moeite waard maar veelal "expensive, wasteful and unnecessary". Enkele nadelen waren volgens hem:
- De beste mensen van de reguliere eenheden worden daaraan onttrokken ten behoeve van de special forces, waardoor de reguliere eenheden verzwakken.
- Door te stellen dat sommige opdrachten zo moeilijk zijn dat er special forces voor nodig zijn worden  reguliere eenheden minder gemotiveerd om tot het uiterste te gaan.
- Speciale eenheden vinden zichzelf dermate specialistisch dat ze slechts voor een korte aaneengesloten periode ingezet (willen) worden. Reguliere eenheden worden geacht missies veel langer vol te houden.

Slim stelde dat iedere reguliere infanterie-eenheid in staat moet zijn te doen wat special forces kunnen. De inzet van de Chindits gebruikte hij als voorbeeld dat reguliere troepen prima in staat zijn gespecialiseerde acties uit te voeren mits ze voldoende  getraind zijn.
De enige meerwaarde van special forces zag hij in acties door zeer kleine groepen achter de vijandelijke linies voor sabotage en spionageacties. Ook zag hij meerwaarde bij de inzet van parachutisten, hij wilde eigenlijk iedere infanterist ook als parachutist opleiden.

## Nederland

### Geschiedenis

#### Commando's
Ondanks dat het Britse leger veel vrijwilligers had die commando wilden worden, werd het aantal geschikte kandidaten steeds kleiner. Daarom deed het Britse leger een beroep op de bondgenoten. Om die reden werden in 1942 militairen van de Prinses Irene Brigade door Britse Commando’s opgeleid en volgden ze de commandotraining. De eerste Nederlandse commando-eenheid, de No. 2 Dutch Troop, werd hiermee een feit.

#### Bijzondere bijstandseenheden
- Bijzondere Bijstands Eenheid Mariniers (BBE-M, onderdeel van het Korps Mariniers)
- Bijzondere Bijstandseenheid Politie (BBE-P)

### Huidige speciale eenheden in Nederland
Alle bijzondere bijstandseenheden zijn sinds 2006 ondergebracht bij de Dienst Speciale Interventies. DSI wordt gevuld door leden van de arrestatieteams van de nationale politie, BSB van de Koninklijke Marechaussee, korps mariniers en het Korps Commando Troepen.

#### Luchtmacht
- De Luchtmacht beschikt niet over speciale eenheden.

#### Landmacht
- Korps Commandotroepen (KCT)

Het Korps Commandotroepen voert uitsluitend internationale landgeoriënteerde speciale operaties uit. Deze operaties worden uitgevoerd door ploegen van acht commando's speciale operaties met individuele speciale uitrustingsstukken.

#### Marine
- NLMARSOF (Netherlands Maritime Special Operations Force) van het Korps Mariniers is de overkoepelende eenheid waarbinnen M-Squadron (voorheen UIM en BBE), het Mountain Leader peloton en het Kikvorsman peloton zijn geïntegreerd. De laatste twee eenheden vallen onder het C-Squadron van NLMARSOF.

#### Marechaussee
- BSB (Brigade Speciale Beveiliging) is een speciale eenheid, die echter niet gezien kan worden als Special Operations Forces, omdat zij niet voor een strategisch doel worden ingezet.

Het BSB is belast met het uitvoeren van zowel nationale als internationale speciale beveiligingsopdrachten en rechercheondersteunende opdrachten. Hiervoor huisvest het BSB verschillende teams  met eigen specifieke disciplines zoals: persoonsbeveiligingsteams, observatieteams en arrestatieteams.

## Voormalig Nederlands-Indië
- Het Korps Marechaussee te voet, opgericht in 1890, was het tactisch antwoord van het KNIL op de inlandse guerrilla gedurende de Atjehoorlog.
- Het Korps Speciale Troepen
- Het Korps Insulinde
- De Netherlands Forces Intelligence Service onderdeel van de Australische SOE, Z-special unit, tijdens de Tweede Wereldoorlog.

## België
In België is de Directie speciale eenheden (DSU) een onderafdeling van de federale politie.